# Nordlink
Nordlink är en likströmskabel mellan Norge och Tyskland, som färdigställdes 2021. Den var då världens längsta undervattensledning för kraftöverföring.

Planlagd lokalisering av Nordlink och den diskuterade Norger.

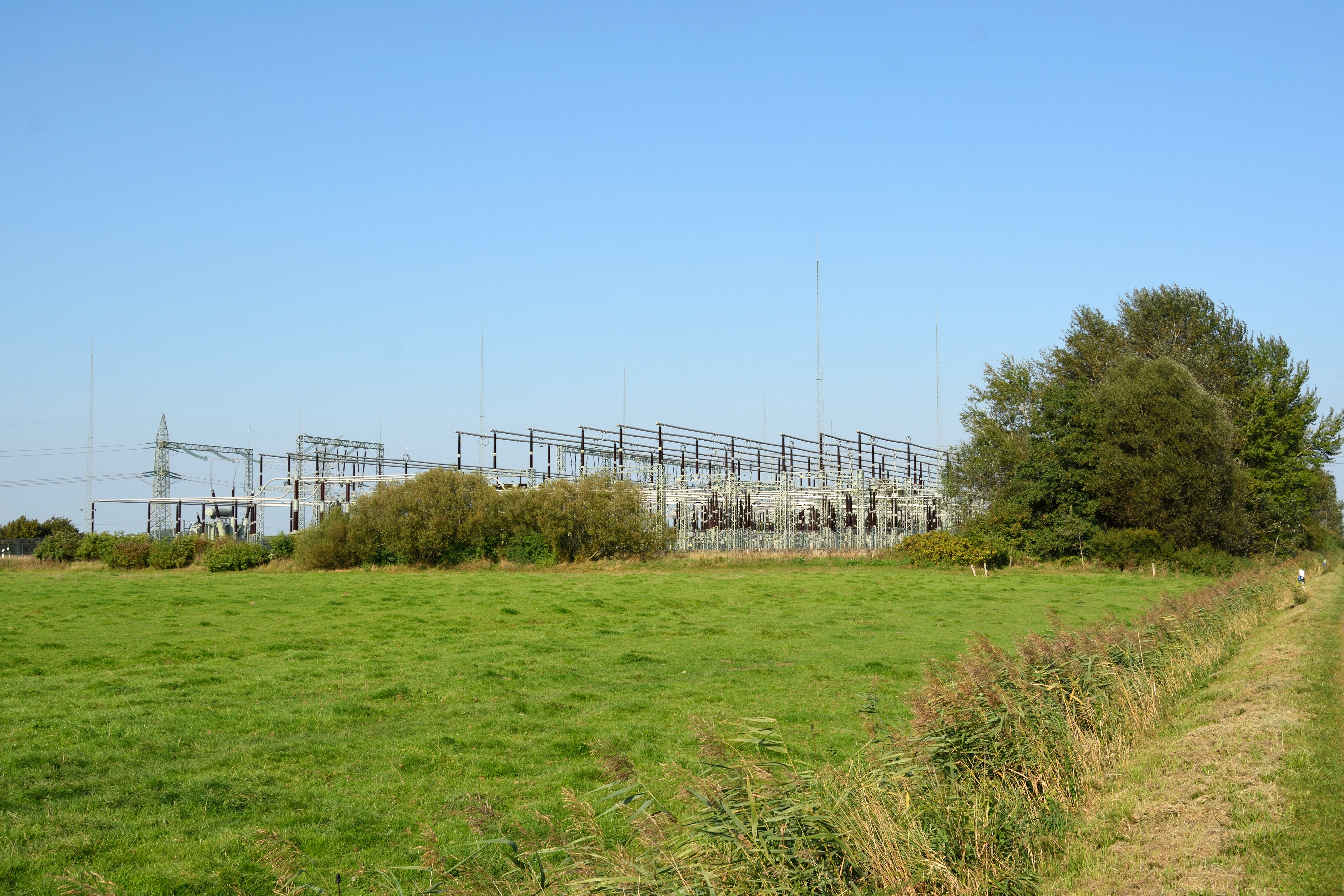
Wilster är landningspunkt i Tyskland. Bilden visar den äldre transformatorstationen.

## Projektet
| Kabellängd:          | 516 km sjökabel 55 km landkabel 53 km luftledning |
| Kapacitet:           | 1400 MW                                           |
| Byggtid:             | omkring 3 år                                      |
| Beräknad kostnad:    | 1,5 – 2 miljarder euro                            |
| Spänning:            | ±450 – ±525 kV                                    |
| Kabelvikt:           | 35–50 kg/m                                        |
| Kabeldiameter:       | 11–13 cm                                          |
| Maximalt havsdjup:   | 410 m                                             |
| I drift:             | 2021                                              |
| Förväntad driftstid: | omkring 40 år                                     |
| Effekttapp i kablen: | omkring 5 %                                       |

Ett konsortium, bestående av norska Statnett och det tyska företaget DC Nordseekabel GmbH & Co. KG (NOKA), ägt av parterna med häften var (TenneT och den statliga tyska investeringsbanken KfW är delägare i NOKA) har anlagt en högspänd likströmsöverföring  mellan Norge och Tyskland för att transportera elektrisk energi över Nordsjön. Avsikten är att förbinda de norska och norska distributionsnäten och därmed förbinda marknaderna för el i de båda länderna. Projektet har av Europakommissionen klassats som ett projekt av gemensamt intresse och är del av en plan att bygga nio strategiska geografiska energiinfrastrukturkorridorer. I första etappen ska kabeln möjliggöra att lagra överskottsenergi från tyska vindkraftverk i norska pumpkraftverk, för att utjämna variationer som uppstår i elnätet på grund av skiftande vindkraft och strömförbrukning.
I projektet ingår en 623 kilometer lång högspänningsskabel, varav omkring 530 kilometer som sjökabel på botten av Nordsjön.
I Tyskland landar sjökabeln på Schleswig-Holsteins nordsjökust vid Büsum. Därifrån förs strömmen till en omvandlingsstation vid Wilster, där det också inkoppling till det tyska högspänningsnätet sker. I Norge landar ledningen vid Vollesfjord (58°15′49″N 6°40′56″Ö / 58.26361°N 6.68222°Ö) i Stolsfjorden söder om Flekkefjord. Resten av ledningen till Tonstad (58°40′04″N 6°45′08″Ö / 58.66778°N 6.75222°Ö) i Sirdals kommun, där strömmen kopplas in i det norska nätet, är byggd som en 53 kilometer lång luftledning. 
Sjökabeln ligger på de norska, danska och tyska kontinentalsocklarna. Den lades ut av Nexans samt NKT.

### Kapacitet
Den högsta överförda effekten är 1400 MW och kan valfritt överförs i endera riktningen. Likströmskabeln har en  driftsspänning på ± 450 kV –± 525 kV.